# 利索維奇
49°7′23″N 23°53′13″E / 49.12306°N 23.88694°E

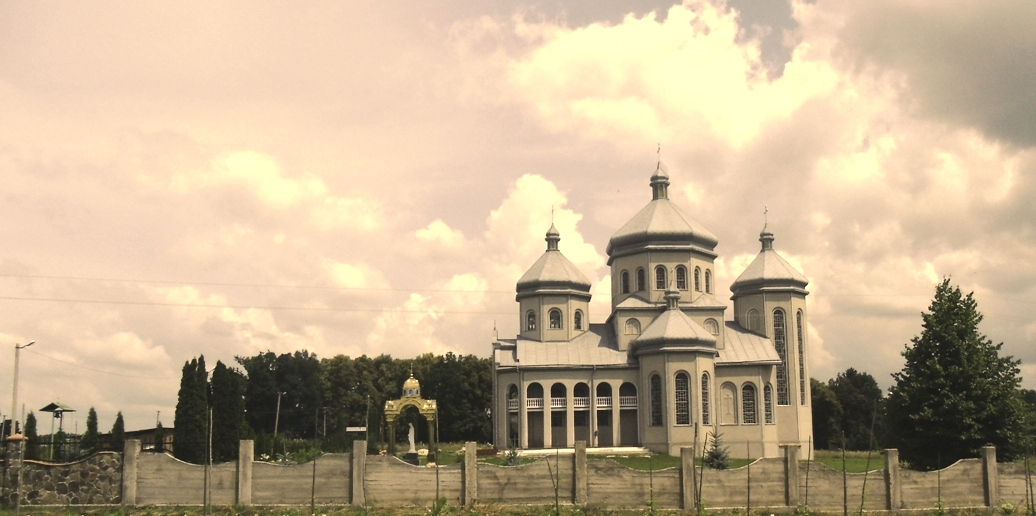
教堂

利索維奇（烏克蘭語：Лисовичі），是烏克蘭的村庄，位於該國西部利沃夫州，由斯特雷區莫爾申市鎮負責管轄，始建於1702年，面積18.5平方公里，海拔高度346米，2024年該城鎮人口1,110。